# Beatcats
Beatcats（ビートキャッツ）はサンリオとセガトイズが共同開発したキャラクター群。デザイナーはシナモロールの制作も手掛けた奥村心雪。楽曲配信とミュージックビデオ公開を主軸にティーン世代をターゲットにして展開している、五人組のカラフルなダンスボーカルユニットである。

## 概要
『ジュエルペット』と『リルリルフェアリル』に続くサンリオとセガトイズの共同開発プロジェクト第3弾として、2020年10月8日発表された。SNSで活動している猫のグループユニットである。ファンの事は「MEALS(ミールズ)」と呼んでいる。
2021年7月22日に公式アプリ『Beatcats OFFICIAL FANCLUB（ビートキャッツオフィシャルファンクラブ）』をリリースされた。
同年8月18日の公式YouTubeにて彼女達の正体がヴァンパイアだと判明した。
同年9月9日には公式ファンブック『ビートキャッツ オフィシャルアーティストブック』がポプラ社から発売された。
2022年6月12日から公式Twitterが開始。
同年9月6日の公式TwitterでミアからのMEALSによって通知が報告され、9月7日に条件付きで11曲目の公開通知が報告された。その後、9月16日のツイートにて11曲目のデジタルシングルジャケット表紙が公開された。
同年10月8日にデビュー2周年記念を迎えた。
同年12月14日の公式Twitterで9曲目のジャケットである「Delicious Beat」がYoutube再生数が100万回達成。
2023年1月20日の公式Twitterで彼女達の子猫の姿で公開された。
同年2月22日、公式Youtubeで公開された「MeowsicCountdown」（以下MC）が初めて歌番組に登場した。
同年3月10日から3月31日まで公式YouTubeでショートアニメ『Necosta-ネコスタ』が配信された。
同年3月22日、本作のベストアルバムが5月24日に発売決定されることが発表された。
同年10月8日にデビュー3周年記念を迎えた。
2024年2月22日を以って本格的に活動終了となり、2024年4月以降での関係グッズ情報などの公式アプリにて継続が発表された。

## メンバー
いずれも声優は本作の発表時には不明となっている。
ミア
Beatcatsのリーダー。一人称は「ミア」及び「わたし」。可愛いハイトーンボイスでボーカルを務める、少々あざとい夢見ガールであり頭スイーツである。
感情が表に出やすく、表情が変わりやすいのが特徴。流行に敏感な反面、飽きっぽい面もある。ドキドキが足りなくなると、真の姿でもあるヴァンパイアの姿になる。
口癖は「ニャン♡」。好物はドライベリー、チョコ、フレッシュフルーツジュース。K-POPが好きで、好きな曲は「Candy Girl」。趣味はSNS、ネイル、恋愛ドラマ鑑賞。好きな色はピンク。好きな季節は春。好きなファッションは、小悪魔系ガーリースタイル。好きな場所はおしゃれなカフェや映えスポットである。座右の銘は「カワイイは正義」。
好きな楽曲は「Candy Girl」。
　Twitterにて他作品とのコラボレーションを行っている。
- ルロロマニック:チェリー
- マイメロディ:マイメロコーデ
- リトルツインスターズ:ララ
- SHOW BY ROCK!!:マシマヒメコ
- ぽっきょくてん
- がおぱわるぅ
- クマミレン

チェルシー
Beatcatsのシマシマ担当。一人称は「ボク」。人見知りながら辛口な発言とウィスパーボイスが売りの、もう一人のメインボーカルである。いつも眠そうでマイペースな言動が目立つが熱いハートも秘めていて、ここ一番では頑張る場面もある。キレイなものや可愛い女子が大好き。ドキドキが足りなくなると、真の姿でもあるヴァンパイアの姿になる。
口癖は「というか…」。好きな曲は「淡雪ｰawayukiｰ」。好物は炭酸飲料とクリームソーダである。趣味は動画鑑賞とミアのSNSチェック。好きな色は水色。好きな季節は冬。好きなファッションは、ボーダーや飽きのこないベーシックスタイル。座右の銘は「しゅわしゅわ」。好きな場所は自分の部屋。実は機械に強くボカロ系やEDMが好きである。
プライベートでは眼鏡を着用する。
　Twitterにて他作品とのコラボレーションを行っている。
- ジュエルペット:サフィー
- リトルツインスターズ:キキ
- ぽっきょくてん
- がおぱわるぅ
- クマミレン

リコ
一人称は「ウチ」。Beatcatsのハイテンションダンサーでキレのあるダンスで活躍する、楽しければOKが身上のポジティブ系ガールである。
人懐こく笑うタイプで初対面の相手ともすぐに打ち解けられるが、飽きっぽく諦めも早いのが玉に瑕。座右の銘は「なんとかなるっしょ」。ドキドキが足りなくなると、真の姿でもあるヴァンパイアの姿になる。口癖は「いいんじゃね？」、「ニャロり～ん」。好物は肉。趣味はダンスと小さい子と遊ぶこと。好きな曲は「Beatcats」。好きな色は黄色。好きな色は夏。好きなファッションはパンキッシュなものや動きやすいもの。好きな音楽はハードロックやパンク。好きな場所はスタジオや公園などの広い場所。
　Twitterにて他作品とのコラボレーションを行っている。
- ぐでたま
- ポムポムプリン:プリンコーデ
- ぽっきょくてん
- がおぱわるぅ
- クマミレン

レイラ
一人称は「ワタシ」。Beatcatsのラップ担当。Beatcatsのラップのリリックは彼女が担当しており、読書や普段の暮らしからキレイな言葉を集めることに余念がない。
いつもはクールで口数も少ないが、ラップを始めると性格が変わることも。慎重派で警戒心が強いが、気を許した相手には甘えてくるクーデレガール。ドキドキが足りなくなると、真の姿でもあるヴァンパイアの姿になる。
趣味は読書とキレイな言葉を集めること。好物は激辛料理。口癖は「それな」。好きな曲は「Colorful Blood」。好きな色は紫。好きな季節は秋。好きなファッションはスポーティーなものとユニセックス系。好きな場所は図書館や静かな場所。好きな音楽はテクノである。座右の銘は「All cats are gray in the dark. (「見た目は関係ない」という意味のことわざ)」。
　Twitterにて他作品とのコラボレーションを行っている。
- ルロロマニック:ベリー
- JOCHUM:ちまた
- ぽっきょくてん
- がおぱわるぅ
- クマミレン

エマ
一人称は「わたし」。Beatcatsの癒し担当。おっとりして優しいメンバーの中のお姉さん的存在だが、ダンスは柔らかい身体を活かしたセクシー派で見る者を釘付けにする。ドキドキが足りなくなると、真の姿でもあるヴァンパイアの姿になる。
一番大人だが天然ボケな面も併せ持ち、メンバーに慕われている。風呂好きであり1日2回は入っている。好物はチョコミント。好きな曲は「カラフルデイズ」。口癖は「とりあえず～」。好きな色はミントグリーン。好きな季節は春。好きなファッションは花柄やワンピース、ふわっとしたシルエットのもの。好きな場所は暖かい所。座右の銘は「花は自ら喜びのために花を咲かせる」。好きな音楽はR&B。
　Twitterにて他作品とのコラボレーションを行っている。
- ジュエルペット:ペリドット
- SHOW BY ROCK!!:ほわん
- ぽっきょくてん
- がおぱわるぅ
- クマミレン

### その他の人物
ナゾ子さん
Beatcatsの曲にリリースされた場合に登場する謎の猫。公式Twitterでも時々に登場していた。
ご主人
ショートアニメ『Necosta-ネコスタ』で登場した飼い主。本名は不明となっている。Beatcatsの子猫姿に向かって本人が「ヴァンパイアでいたくないからごめんね猫ちゃんたち」と一言で一通の手紙を残して去っていった。成長したミア達によっては一通の手紙を読み上げ「ミア達がヴァンパイアだから捨てられちゃったの…」と言われるも涙を流した。現在は行方不明になっている。また、17XX年、18XX年の日記である事が記述される。

## 楽曲
Beatcatsは主に音楽活動をメインに展開している。楽曲は主にMVが公開されているものと公式アプリ限定楽曲があり、各配信サイトにて音楽配信がされている。
『Beatcats』
- リリース日:2020年10月8日 発売元:ポニーキャニオン
- 作詞:金子麻友美　作曲:久下真音 , 金子麻友美
- 本キャラクターのデビュー曲。ミュージックビデオでは3DCG技術を使用している[32]。

『ZigZag Love』
- リリース日:2021年1月8日 発売元:ポニーキャニオン
- 作詞:金子麻友美　作曲:朴優尊
- デジタルシングル第二弾。ミュージックビデオでは3DCG技術を使用している[33]。

『MEOW』
- リリース日:2021年2月22日 発売元:ポニーキャニオン
- 作詞:雨野どんぐり　作曲:宮原康平
- デジタルシングル第三弾。Beatcatsの誕生日に公開。2月10日に発表[34]。

『カラフルデイズ』
- リリース日:2021年4月22日 発売元:ポニーキャニオン
- 作詞・作曲・編曲:SHOW (Digz, Inc. Group)[35]
- デジタルシングル第四弾[36]。

『Mew Mew Vampire』
- リリース日:2021年8月18日 発売元:ポニーキャニオン
- 作詞・作曲・編曲：山崎真吾[35]
- デジタルシングル第五弾。真の姿「ヴァンパイア」の姿で初披露した楽曲。[37]。約10か月ぶりにミュージックビデオにて3DCG技術を使用している。

『Colorful Blood』
- リリース日:2021年10月6日 発売元:ポニーキャニオン
- 作詞・作曲・編曲：SHOW (Digz, Inc. Group)[35]
- デジタルシングル第六弾。デビュー1周年記念楽曲。

『淡雪 ｰawayukiｰ』
- リリース日:2021年12月2日 発売元:ポニーキャニオン
- 作詞・作曲・編曲：トミタカズキ[35]
- デジタルシングル第七弾。ミアとチェルシーのデュエットソングである。本楽曲はバラード曲となっている。[38]。

『SHOW TIME』
- リリース日:2022年2月22日 発売元:ポニーキャニオン
- 作詞・作曲・編曲：SHOW (Digz, Inc. Group)[35]
- デジタルシングル第八弾[39]。なお、Beatcats Girlsも登場していた[注 7]。

『Delicious Beat』
- リリース日:2022年4月27日 発売元:ポニーキャニオン
- 作詞：中島タケキヨ、杉江みか　作曲・編曲：中島タケキヨ[35]
- デジタルシングル第九弾。Beatcatsのファン「MEALS（ミールズ）」たちへの応援ソングである[40]。

『キミイロ』
- リリース日:2022年7月22日  発売元:ポニーキャニオン
- 作詞・作曲・編曲：サトダユーリ
- デジタルシングル第十弾。Beatcatsの自己紹介ソング。[35]。

『Nyaightmare Party』
- YouTubeでの公開日:2022年10月22日
- リリース日:2022年11月23日 発売元:ポニーキャニオン
- 作詞・作曲・編曲：三好啓太[41]
- デジタルシングル第十一弾。11月23日に各配信サイトへ配信された。

『花明かり』
- リリース日:2023年3月15日 発売元:ポニーキャニオン
- 作詞・作曲・編曲：AYOUNG (ARTribe)
- デジタルシングル第十二弾。2月22日の猫の日にに発表。またそのジャケットイラストを使用したグッズも発表された[42]。

『トリコナノ』
- リリース日:2023年5月24日 発売元:ポニーキャニオン
- 作詞：水井尊さ、作曲：徐賢眞、編曲：大沢圭一
- ベストアルバム収録楽曲。Beatcats初となるアルバムリリースで発売することが3月22日に発表された[14]。

『ビートキャッツマーチ』
- リリース日:2023年10月23日 発売元:ポニーキャニオン
- 作詞・作曲・編曲：角本麻衣 (SUPA LOVE)
- デジタルシングル第十三弾。デビュー3周年記念楽曲。

『Spicy Cats』
- リリース日:2023年11月22日 発売元:ポニーキャニオン
- 作詞・作曲・編曲：三好啓太
- デジタルシングル第十四弾。

『トゥットゥルティーヤ』
- リリース日:2023年12月22日 発売元:ポニーキャニオン
- 作詞・作曲・編曲：大竹智之
- デジタルシングル第十五弾。

『222（にゃんにゃんにゃん）』
- リリース日:2024年2月22日 発売元:ポニーキャニオン
- 作詞・作曲・編曲：角本麻衣
- デジタルシングル第十六弾及び最終弾。これがBeatcatsとしての最後のデジタルシングルリリースとなった。

### アプリ限定曲
以下の曲は公式アプリ「Beatcats OFFICIAL FANCLUB（ビートキャッツオフィシャルファンクラブ）」に登場する曲で、MVはないが各音楽配信サイトで配信されていた。
- Candy girl 配信日:2021年9月22日
- Milky way 配信日:2021年11月22日
- チュニラブ 配信日:2021年11月22日
- Fake beat 配信日:2022年3月22日
- Kidding Party 配信日:2022年3月22日
- Jump up! 配信日:2022年3月22日
- BEAUTY SHELL 配信日:2022年3月22日
- Thank you for… 配信日:2022年4月22日
- Only you 配信日:2022年5月22日
- Zap Zap 配信日:2022年6月22日
- Halloween Zombie-Nya!! 配信日:2022年10月22日
- GOODY 配信日:2022年12月22日
- PARAPARA ～カワイイままでいたい♡～ 配信日:2023年2月22日
- 夢に誘いし満月夜 配信日:2023年3月22日
- あなたのリボン 配信日:2023年4月22日
- お願い! りばけいしょん 配信日:2023年6月22日
- うんにゃかにゃ 配信日:2023年7月22日
- YAMINABE 配信日:2023年9月22日

## サンリオキャラクター大賞の順位
『いちご新聞』の読者投票企画『サンリオキャラクター大賞』には2021年より参戦している。
歴代最高順位は、第37回（2022年）の46位である。
- 2025年サンリオキャラクター大賞 56位。
- 2024年サンリオキャラクター大賞 54位。
- 2023年サンリオキャラクター大賞 48位。
- 2022年サンリオキャラクター大賞 46位。
- 2021年サンリオキャラクター大賞 52位。

## パフォーマンスグループ『Beatcats Girls』
Beatcats Girls（ビートキャッツガールズ）は、日本のガールズ・パフォーマンスグループ。メンバーの活動によっては『Beatcats Girlsドキュメンタリー』（全5回）で公式YouTubeにて公開していた。Beatcatsの曲にリリースされた曲については踊ってみた動画が振付として公開されていた。
本グループを結成したのは2021年8月のテレビ東京系『ミュークルドリーミー みっくす!』（第2期）の放送している頃であった。各メンバーの役割担当しており、『ミュークルドリーミー みっくす!』（第2期）の終了後である2022年4月22日のBeatcatsのイベントであるMEALS感謝祭で登場していた。
『Beatcats Girlsドキュメンタリー』ではコロナウイルス拡大防止の為、メンバーによっては毎回マスク着用していた。
2022年7月21日のイベントを以て、本グループとしての活動終了となり解散となった。活動終了後も踊ってみた動画（振付）とBeatcats Girlsドキュメンタリーの活動動画が継続され、パフォーマンスもBeatcatsのメンバーによって引き継がれた。
なお、Beatcats Girlsのメンバー紹介については公式サイトでも紹介していたが、現在は公式サイトが更新した為、削除されている。

## 略歴
特記のない限り、Beatcats Girls での活動。

### 2021年
- 2月 - Beatcats Girlsオーディションが開始となる。候補者は30名となる仕組みで5名しか選ばれなかった。
- 8月18日 - Beatcats「Mew Mew Vampire」Dance Video by Beatcats Girlsが公開。
- 9月9日 - 公式ファンブック「ビートキャッツ　オフィシャルアーティストブック」発売記念の差し入れ動画が公開。
- 9月15日 - Beatcats Girlsドキュメンタリー vol.1「Mew Mew Vampire」が公開。
- 10月6日 - Beatcats Girlsドキュメンタリー vol.2「Colorful Blood」が公開。同日、振付ダンス動画も公開。
- 11月4日 - 公式TwitterのBeatcats OFFICIAL FANCLUB【公式】にて自己紹介画像が公開。
- 12月2日 - Beatcats「淡雪-awayuki-」Dance Video by Beatcats Girlsが公開。
- 12月3日 - Beatcats Girlsドキュメンタリー vol.3 「淡雪-awayuki-」が公開。

### 2022年
- 1月14日 - ANAPGiRLとのコラボを実施。
- 2月23日 - Beatcats「SHOW TIME」Dance Video by Beatcats Girlsが公開。
- 2月24日 - Beatcats Girlsドキュメンタリー vol.4 「SHOW TIME」が公開。
- 4月22日 - BeatcatsのMEALS感謝祭でBeatcats Girlsとしての初イベント開催となった。また、Beatcatsの過去にリリースされた曲に合わせてパフォーマンスを見せるなどを成功した。
- 4月28日 - Beatcats Girlsドキュメンタリー vol.5 「Delicious Beat」が公開。同日、振付ダンス動画も公開され、Beatcats Girlsとしての最後の振付ダンス動画となった。
- 7月21日 - Beatcats Girlsとしての最後のイベント開催。イベント終了後に10曲目のデジタルシングルである「キミイロ」のCDとして配布され、活動は終了となり、本グループとしては解散となった。活動終了後に踊ってみた動画（振付）とBeatcats Girlsドキュメンタリーの活動動画が継続され、パフォーマンスもBeatcatsのメンバーに引き継ぐことになった。

### 2024年
- 4月23日 - Beatcatsの公式サイトの更新にてBeatcats Girlsのメンバー紹介の削除された。

## Beatcats Girlsによるメンバー
メンバー名は、原則として以下の順で列記される。
| 名前     | 通常 シンボル カラー | 役割担当         |
| -------- | -------------------- | ---------------- |
| アンジュ | ピンク               | ミア役担当       |
| コハル   | 水色                 | チェルシー役担当 |
| コトネ   | 紫                   | レイラ役担当     |
| ミク     | 黄緑                 | エマ役担当       |
| リノン   | 黄色                 | リコ役担当       |

## ショートアニメ『Necosta-ネコスタ』
Necosta（ネコスタ）は、2023年3月10日から3月31日まで公式YouTubeで不定期に配信されていたWebアニメ。全8話。出演はBeatcatsのメンバーである。また、同年5月頃にはYouTubeでショート動画としては投稿されており、第7話・第8話（最終話）では本作のベストアルバム誕生エピソードが作られていた。
| 回  | サブタイトル                            | 配信日         |
| --- | --------------------------------------- | -------------- |
| #01 | MEALSのドキドキって?                    | 2023年 3月10日 |
| #02 | Beatcats過去秘話                        | 3月11日        |
| #03 | Q&A:Beatcats結成秘話                    | 3月17日        |
| #04 | Beatcats 宿舎紹介!                      | 3月19日        |
| #05 | Beatcats「Q＆A」:黒いリボンと首輪の秘密 | 3月28日        |
| #06 | 今まで一番大変だったこと                | 3月29日        |
| #07 | 作戦会議をしよう!                       | 3月30日        |
| #08 | アルバムジャケット 撮影風景公開         | 3月31日        |

## 音楽番組『MeowsicCountdown』
MeowsicCountdown（ミャオジックカウントダウン）は、2023年2月22日から3月22日まで公式YouTubeで不定期に配信された音楽番組。全2回。出演はBeatcatsのメンバーで、司会者は不明となっていた。
YouTubeの新曲でリリースされた場合はBeatcatsがパフォーマンスを見せている。同年5月15日にショート動画が初公開された。
| 回 | サブタイトル      | 配信日         |
| -- | ----------------- | -------------- |
| 1  | Nyaightmare Party | 2023年 2月22日 |
| 2  | 花明かり          | 3月22日        |